# Proacidalia charlotta
Proacidalia charlotta är en fjärilsart som beskrevs av Adrian Hardy Haworth 1803. Proacidalia charlotta ingår i släktet Proacidalia och familjen praktfjärilar. Inga underarter finns listade i Catalogue of Life.